# Guils de Cerdaña
Guils de Cerdaña (en catalán y oficialmente Guils de Cerdanya) es un municipio español de la provincia de Gerona, en la comunidad autónoma de Cataluña. Ubicado en la comarca de la Baja Cerdaña, tiene una población de 566 habitantes (INE 2024).
Comprende las entidades de población de Guils de Cerdaña, Saneja, Sant Martí d'Aravó y Sant Martí de Cerdaña.

## Geografía
Integrado en la comarca de Cerdaña, se sitúa a 149 kilómetros de Gerona. El término municipal está atravesado por la carretera nacional N-260 (Eje Pirenaico) y por una carretera local que conecta el pueblo con la N-260. 
El relieve del municipio se encuentra es montañoso al encontrarse en los Pirineos,  si bien, está suavizado por el este por la presencia del río Querol, que hace de límite con  Puigcerdá. El territorio se extiende desde Puig Pedrós (2914 metros), pasando por Puig Pedró de la Tossa (2692 metros), hacia el sureste por una zona boscosa que llega hasta el río Querol. La altitud oscila ente los 2914 metros (Puig Pedrós) y los 1140 metros a orillas del río Querol. El pueblo se alza a 1385 metros sobre el nivel del mar. 
| Noroeste: Francia | Norte: Francia    | Nordeste: Francia  |
| Oeste: Maranges   |                   | Este: Puigcerdá    |
| Suroeste: Ger     | Sur: Bolvir y Ger | Sureste: Puigcerdá |

## Historia
Perteneció a los monasterios de San Martín del Canigó y de Santes Creus.
Hasta la reforma de la nomenclatura municipal de 1916 el municipio se llamaba simplemente Guils. En dicha fecha su nombre fue modificado por el de Guils de Cerdaña.

## Demografía
Guils de Cerdaña cuenta con una población de 566 habitantes (INE 2024).
| Gráfica de evolución demográfica de Guils de Cerdaña entre 1842 y 2021 |
| |
| Población de derecho según los censos de población del INE Población de hecho según los censos de población del INEEn estos censos se denominaba Guils: 1842, 1877, 1887, 1897, 1900 y 1910 En estos censos se denominaba Guills: 1857 y 1860 En estos censos se denominaba Guils de Cerdaña: 1920, 1930, 1940, 1950, 1960, 1970 y 1981 Entre el censo de 1857 y el anterior, crece el término del municipio porque incorpora a Saneja |

| 1497 | 1515 | 1553 | 1717 | 1787 | 1857 | 1877 | 1887 | 1900 |
| ---- | ---- | ---- | ---- | ---- | ---- | ---- | ---- | ---- |
| 29   | 31   | 16   | 185  | 326  | 394  | 393  | 343  | 420  |

| 1910 | 1920 | 1930 | 1940 | 1950 | 1960 | 1970 | 1981 | 1990 |
| ---- | ---- | ---- | ---- | ---- | ---- | ---- | ---- | ---- |
| 421  | 367  | 386  | 314  | 309  | 284  | 240  | 239  | 275  |

| 1992 | 1994 | 1996 | 1998 | 2000 | 2002 | 2004 | 2006 | — |
| ---- | ---- | ---- | ---- | ---- | ---- | ---- | ---- | - |
| 275  | 311  | 304  | 319  | 334  | 338  | 368  | 438  | — |

## Economía
El sector de trabajo más importante en la actualidad del municipio es el turismo, ya que ha creado muchos trabajos en la construcción y otros servicios. Aunque también haya bastante gente que se dedique al sector agrícola. Actualmente hay la estación de esquí nórdico de guils fontanera, un gran lugar turístico en época de invierno, para practicar esquí nórdico. También en otoño donde hay abundancia de setas. La gran cantidad de actividades ha hecho que la gente se comprase casas de segunda residencia, cosa que ha facilitado el surgimiento de nuevos servicios como jardinería y limpieza.

## Lugares de interés
- Iglesia de Sant Esteve de Guils. Románica del siglo XII.
- Puente de San Martín.
- La estación de esquí nórdico de Guils Fontanera.

## Actividades lúdicas
- El día 26 de septiembre se celebra la fiesta mayor, en la plaza Mayor.
- En otoño se celebra una gran exposición de todo tipo de setas de la Cerdaña, en el casal.